# Kanton Roybon
Der Kanton Roybon war bis 2015 ein französischer Wahlkreis im Arrondissement Grenoble, im Département Isère und in der Region Rhône-Alpes. Er umfasste elf Gemeinden, Hauptort war Roybon. Vertreter im conseil général des Départements war zuletzt Marcel Bachasson.

## Gemeinden
| Gemeinde                | Einwohner Jahr | Fläche km² | Bevölkerungsdichte | Code INSEE | Postleitzahl |
| ----------------------- | -------------- | ---------- | ------------------ | ---------- | ------------ |
| Beaufort                | 576 (2013)     | –          | – Einw./km²        | 38032      | 80270        |
| Châtenay                | 445 (2013)     | –          | – Einw./km²        | 38093      | 80270        |
| Lentiol                 | 219 (2013)     | –          | – Einw./km²        | 38209      | 80270        |
| Marcilloles             | 1029 (2013)    | –          | – Einw./km²        | 38218      | 80540        |
| Marcollin               | 670 (2013)     | –          | – Einw./km²        | 38219      | 80540        |
| Marnans                 | 160 (2013)     | –          | – Einw./km²        | 38221      | 80540        |
| Montfalcon              | 120 (2013)     | –          | – Einw./km²        | 38255      | 80540        |
| Roybon                  | 1328 (2013)    | –          | – Einw./km²        | 38347      | 80540        |
| Saint-Clair-sur-Galaure | 265 (2013)     | –          | – Einw./km²        | 38379      | 80480        |
| Thodure                 | 714 (2013)     | –          | – Einw./km²        | 38505      | 80540        |
| Viriville               | 1635 (2013)    | –          | – Einw./km²        | 38561      | 80290        |